# RHB BCFeh 2/4
Als BCFeh 2/4 werden die beiden Triebwagen der Rorschach-Heiden-Bergbahn (RHB) bezeichnet, die heute zu den Appenzeller Bahnen gehören. Die Fahrzeuge wurden 1953 und 1967 angeschafft, tragen die Betriebsnummern 23 und 24 und sind für den gemischten Einsatz auf Adhäsions- und Zahnradstrecken ausgerüstet. Die Triebwagen wurden anlässlich der Aufhebung der 1. Klasse und der Einführung des neuen Zweiklassensystems 1956 in ABDeh 2/4 umbenannt. Die RHB beschloss auf 1998 hin die Aufhebung der 1. Klasse, womit die Fahrzeuge seitdem als BDeh 2/4 bezeichnet werden.
Der erste Triebwagen übernahm nach seiner Auslieferung 1953 sogleich den grössten Teil des fahrplanmässigen Verkehrs, konnte er doch im Gegensatz zu den DZeh 2/4, die immer einen Vorstellwagen brauchten, als Einzelfahrer eingesetzt werden. Damit war auch eine Personaleinsparung möglich, da er einmännig geführt werden konnte. 1967 wurde ein zweiter baugleicher Triebwagen gekauft. Von der Bodensee-Toggenburg-Bahn konnte 1985 der Steuerwagen ABt 142 übernommen und als Bt 31 bei der RHB in Betrieb genommen werden. Er weist als Leichtstahlwagen ein geringes Eigengewicht auf. Für den Betrieb mit diesem Steuerwagen wurde bei beiden Triebwagen 1986 eine Fernsteuerung eingebaut, sodass mit dem Steuerwagen ein zweiteiliger Pendelzug gebildet werden kann. Mit der Inbetriebnahme des Gelenktriebwagens BDeh 3/6 1998 wurden die beiden Fahrzeuge von den fahrplanmässigen Zügen abgezogen, dienen aber weiterhin als Reserve sowie für Sonderzüge.

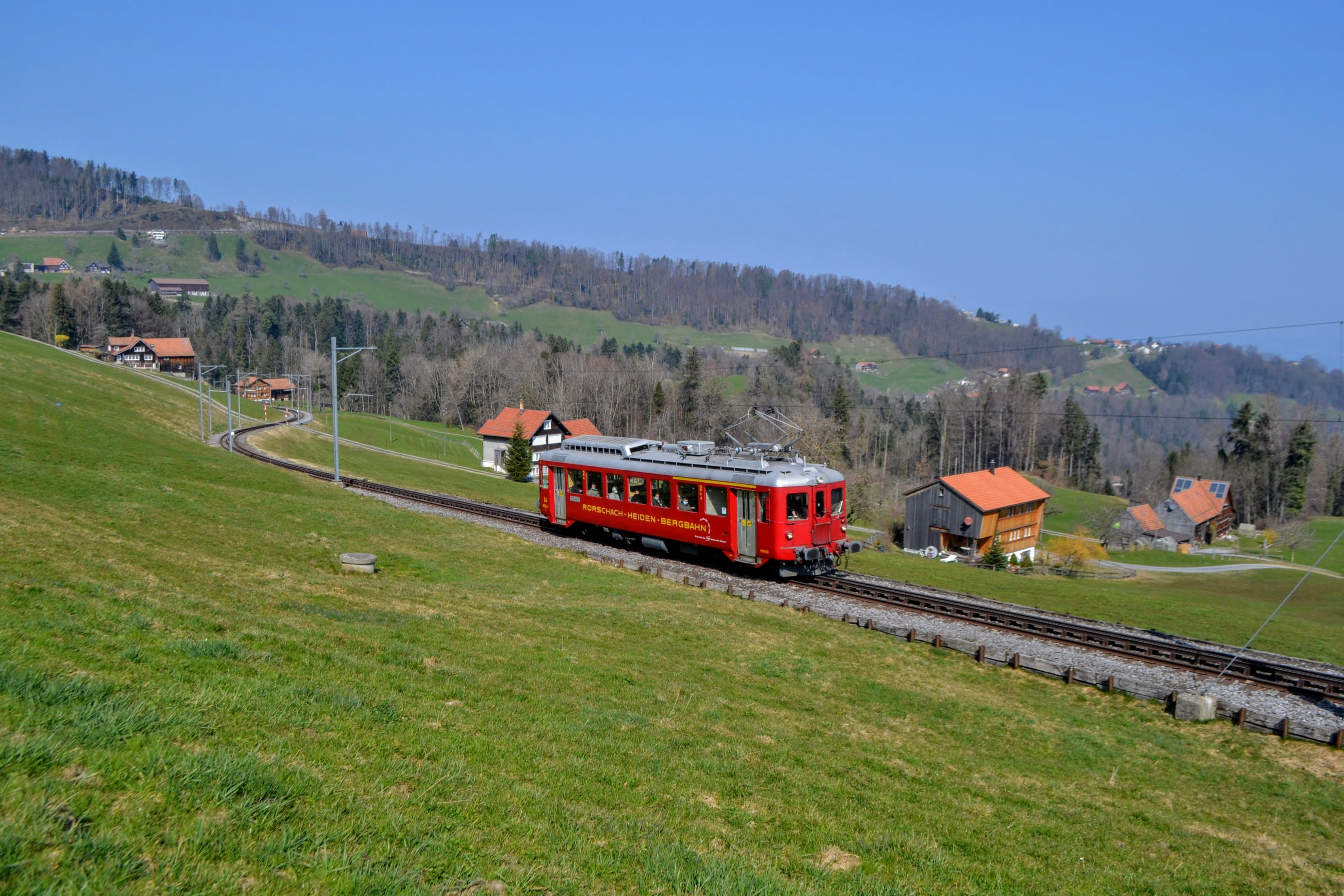
RHB BDeh 2/4 24 unterhalb Heiden

## Technisches
Die Fahrzeuge wurden von der Schweizerischen Lokomotiv- und Maschinenfabrik (SLM) in Winterthur hergestellt. Die elektrische Ausrüstung stammt von Brown, Boveri & Cie. in Baden.
Die Triebwagen haben beidseitig einen geschlossenen Führerstand, an den die Einstiegsplattform anschliesst. Der bergseitige Führerstand hat eine Stirnwandtüre, die dem Personal einen Wechsel in den Vorstellwagen erlaubt. Die bergseitige Einstiegsplattform ist zu einem grossen Mehrzweckabteil ausgeweitet. Ihm folgt ein kleines Abteil mit acht Plätzen, das bis 1998 das 1.-Klasse-Abteil war. Dieses Abteil wurde aber nur deklassiert und nicht umgebaut. Ihm anschliessend folgt in der Mitte ein 16-plätziges und talseitig ein 33-plätziges Abteil, die beiden ehemaligen 2.-Klasse-Abteile, unterteilt in Raucher und Nichtraucher. Heute ist der ganze Triebwagen ein Nichtraucherfahrzeug mit Sitzplätzen 2. Klasse.
Die beiden Fahrzeuge besitzen jeweils auf der talseitigen Seite des Drehgestells eine Antriebsachse, während die bergseitige als Laufachse ausgebildet ist. Der Adhäsionsantrieb ist abkuppelbar ausgeführt, das heisst, der Zahnradantrieb läuft bei Fahrt auf der Adhäsionstrecke mit, während die Antriebsachse auf der Zahnradstrecke zum Laufrad wird.
Die maximal zulässige Vorstelllast im Zahnstangenabschnitt beträgt als Personenfahrzeug 65 Tonnen, als unbesetztes Fahrzeug im Güterzugsdienst 73 Tonnen. Im Güterzugsdienst waren ursprünglich 90 Tonnen zugelassen, was aber infolge der Verschärfung der Bremsvorschriften herabgesetzt werden musste. 90 Tonnen schwere Güterwagen werden seit der Verschärfung der Bremsvorschriften im «Sandwich» zwischen den beiden Triebwagen befördert.
Die Fahrzeuge dürfen infolge des tiefliegenden Zahnradantriebes nur die Strecke Rorschach Hafen–Rorschach-Heiden befahren, denn nur dort sind die Zugsicherungsmagnete genügend tief abgesenkt.